# 390 (số)
390 (ba trăm chín mươi) là một số tự nhiên ngay sau 389 và ngay trước 391.